# 井上尚美 (教育学者)
井上 尚美（いのうえ しょうび、1929年11月23日 - 2021年2月18日）は、日本の国語教育学者・日本語学者。東京学芸大学名誉教授・創価大学名誉教授。専攻は言語教育。大森第四中学校教諭時代、イギリス・ロンドンのビッグ・ベンと同じメロディー（ウェストミンスターの鐘）を現在では日本国内の学校で広く用いられている「キンコンカンコーン」のチャイム音として日本で初めて導入した。

## 人物
東京生まれ。1952年東京大学文学部哲学科卒、東京都大田区立大森第四中学校教諭、1958年世田谷区立八幡中学校教諭、1964年千代田区立九段中学校教諭、1970年東京学芸大学講師、1972年助教授、1979年教授、1993年定年退官、名誉教授、創価大学教授、名誉教授。

## 著書
- 『官庁・会社・学校・職場の上手な会議の進め方』春秋社、1956、現代の生活技術新書
- 『話し合いと会議』明治書院、ビジネスマン"ことば"シリーズ、1971
- 『言語・思考・コミュニケーション』明治書院、1972
- 『言語論理教育への道 国語科における思考』文化開発社、1977
- 『国語の授業方法論 発問・評価・文章分析の基礎』一光社、1983
- 『言語論理教育入門 国語科における思考』明治図書出版、教育新書、1989
- 『レトリックを作文指導に活かす』明治図書出版、国語教育ブックレット、1993
- 『思考力育成への方略 メタ認知・自己学習・言語論理』明治図書出版、国語科授業改革双書、1998
- 『国語教師の力量を高める 発問・評価・文章分析の基礎』明治図書出版、21世紀型授業づくり、2005

### 共編著
- 『われら大学1年生 生活と意見』大久保忠利共編、新興出版社、真昼文庫、1964
- 『ピアジェによる論理的思考の構造』渋谷憲一共著、明治図書出版、学習心理セミナー、1967
- 『わが大学生活に悔いなし 大学卒業期の手記』大久保忠利共編、新興出版社、真昼文庫、1967
- 『国語科における思考の発達』鈴木治,福沢周亮共編、明治図書出版、1972
- 『一般意味論 言語と適応の理論』福沢周亮,平栗隆之共著、河野心理教育研究所出版部、1974
- 『本の読み方上達法』大久保忠利共編著、あゆみ出版、現代人コトバシリーズ 、1975
- 『言語の研究』宮腰賢共著、学芸図書、1977
- 『国語科の教材研究』共編著、教育出版、1982、東京学芸大学公開講座
- 『国語科の授業研究』共編著、教育出版、1983、東京学芸大学公開講座
- 『国語科の評価研究』共編著、教育出版、1984、東京学芸大学公開講座
- 『国語教育指導用語辞典』田近洵一共編、教育出版、1984
- 『授業に役立つ文章論・文体論』大熊徹共著、教育出版、1985
- 『国語教育・カウンセリングと一般意味論』福沢周亮共著、明治図書出版、授業改革理論双書、1996
- 『言語論理教育の探究』大内善一、有働玲子、岩永正史共編、東京書籍、2000
- 『小学校国語科授業研究』新版、田近洵一,大熊徹共編、教育出版、教員養成基礎教養シリーズ、2001
- 『メディア・リテラシーを育てる国語の授業』中村敦雄共編、明治図書出版、21世紀型授業づくり、2001
- 『国語科メディア教育への挑戦 第1巻(小学校編 1)』岩永正史共編、明治図書出版、2003
- 『国語科メディア教育への挑戦 第2巻(小学校編 2)』中村敦雄共編、明治図書出版、2003
- 『国語科メディア教育への挑戦 第3巻(中学校編)』大内善一共編、明治図書出版、2003
- 『国語科メディア教育への挑戦 第4巻(中学・高校編)』芳野菊子共編、明治図書出版、2003
- 『思考力を育てる「論理科」の試み』尾木和英,河野庸介,安芸高田市立向原小学校共編、明治図書出版、2008、国語科・授業改革双書
- 『言葉の力を育てるレポートとプレゼンテーション』関可明,中村敦雄共編著、明治図書出版、2009
- 『論理的思考を鍛える国語科授業方略』大内善一,中村敦雄,山室和也共編、溪水社、2012